# Claudia Gerhardt
Claudia Gerhardt (Alemania, 18 de enero de 1966) es una atleta alemana retirada especializada en la prueba de salto de longitud, en la que consiguió ser medallista de bronce europea en pista cubierta en 1996.

## Carrera deportiva
En el Campeonato Europeo de Atletismo en Pista Cubierta de 1996 ganó la medalla de bronce en el salto de longitud, con un salto de 6.74 metros, tras la danesa Renata Nielsen (oro con 6.76 metros) y la rusa Yelena Sinchukova.